# Romanivka, Dzerjînsk
Romanivka (în ucraineană Романівка) este localitatea de reședință a comunei Romanivka din raionul Dzerjînsk, regiunea Jîtomîr, Ucraina.

## Demografie
Componența lingvistică a localității Romanivka
     Ucraineană (97,74%)
     Rusă (1,87%)
     Alte limbi (0,16%)
Conform recensământului din 2001, majoritatea populației localității Romanivka era vorbitoare de ucraineană (97,74%), existând în minoritate și vorbitori de rusă (1,87%).